# Distoleon zonarius
Distoleon zonarius is een insect uit de familie van de mierenleeuwen (Myrmeleontidae), die tot de orde netvleugeligen (Neuroptera) behoort. 
Distoleon zonarius is voor het eerst wetenschappelijk beschreven door Navás in 1934.